# Chorisoneura heydei
Chorisoneura heydei är en kackerlacksart som beskrevs av Bruijning 1959. Chorisoneura heydei ingår i släktet Chorisoneura och familjen småkackerlackor. Inga underarter finns listade i Catalogue of Life.